# 苏格兰酒店

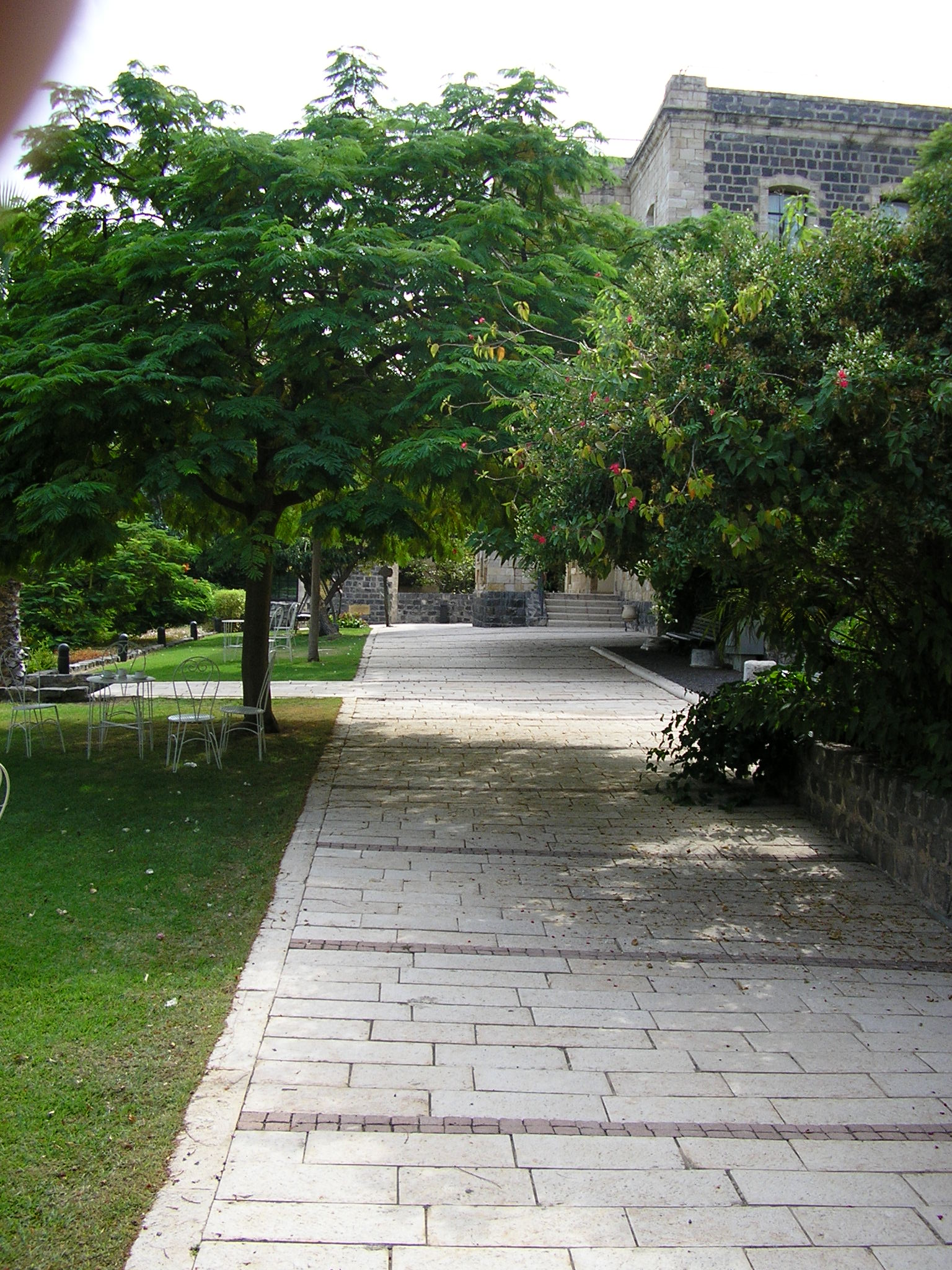

苏格兰酒店（Scots Hotel）是以色列提比里亚的一个酒店，俯瞰加利利海以及戈兰高地。

## 历史
酒店原是于1885年由苏格兰医疗传教士大卫·瓦特·托伦斯创建的教会医院，向所有种族和宗教信仰的患者开放。1894年，医院搬入宽敞的新院舍。1923年，他的儿子赫伯特·瓦特·托伦斯医生担任医院的院长。以色列建国后，它成为一所产科医院，由以色列卫生部管理。1959年医院关闭后，该建筑成为一座旅馆，称为苏格兰招待所。1999年，教会耗资1000万英镑修复，改名为苏格兰酒店。